# Ngày Thầy thuốc Việt Nam
Ngày Thầy thuốc Việt Nam là ngày 27 tháng 2, bắt đầu từ sau năm 1955, gắn với sự kiện Chủ tịch Hồ Chí Minh viết thư gửi Hội nghị cán bộ ngành y tế. Bộ Y tế Việt Nam đã lấy ngày 27 tháng 2 làm ngày truyền thống của ngành. Ngày 6 tháng 2 năm 1985, Hội đồng Bộ trưởng đã đưa ra quyết định ngày 27 tháng 2 hàng năm là "Ngày Thầy thuốc Việt Nam" nhằm nêu cao trách nhiệm và tài trí của người cán bộ y tế trong sự nghiệp xây dựng và bảo vệ Tổ quốc. Từ năm đó trở đi, ngày 27 tháng 2 được xem là ngày tôn vinh các y, bác sĩ và những người đang làm việc trong ngành y tế tại Việt Nam và được gọi là Ngày Thầy thuốc Việt Nam. Đến ngày này có nhiều hoạt động thăm hỏi, chúc sức khỏe, động viên dành cho đội ngũ cán bộ y tế.

## Giới thiệu
Trong thư gửi, có ba điều quan trọng mà Hồ Chí Minh căn dặn trong bức thư gửi các cán bộ y tế bao gồm:
- Trước hết là phải thật thà đoàn kết: Đoàn kết là sức mạnh của chúng ta. Đoàn kết thì sẽ vượt được mọi khó khăn, giành được nhiều thành tích.[5]
- Thương yêu người bệnh: Người bệnh phó thác tính mạng của họ nơi các cô các chú. Chính phủ phó thác cho các cô các chú việc chữa bệnh tật và giữ gìn sức khỏe cho đồng bào. Đó là nhiệm vụ rất vẻ vang. Vì vậy, cán bộ y tế cần phải thương yêu, săn sóc người bệnh như anh em ruột thịt của mình, phải coi những đau đớn của bệnh nhân cũng như đau đớn của bản thân, thực hiện đúng tinh thần câu nói “Lương y như từ mẫu”.
- Xây dựng một nền y học của ta: Trong những năm nước ta bị nô lệ thì y học cũng như các ngành khác bị kìm hãm. Nay chúng ta đã độc lập tự do, cán bộ cần giúp đồng bào, giúp chính phủ xây dựng một nền y tế thích hợp với nhu cầu của nhân dân ta. Y học cần phải dựa trên nguyên tắc: khoa học dân tộc và đại chúng.

Ngày 6 tháng 2 năm 1985, Hội đồng Bộ trưởng đã đưa ra quyết định ngày 27 tháng 2 hàng năm là "Ngày Thầy thuốc Việt Nam" nhằm nêu cao trách nhiệm và tài trí của người cán bộ y tế trong sự nghiệp xây dựng và bảo vệ Tổ quốc. Từ năm đó trở đi, ngày 27 tháng 2 được xem là ngày tôn vinh các y, bác sĩ và những người đang làm việc trong ngành y tế tại Việt Nam và được gọi là Ngày Thầy thuốc Việt Nam. Đến ngày này có nhiều hoạt động thăm hỏi, chúc sức khỏe, động viên dành cho đội ngũ cán bộ y tế.
Đến nay tại Việt Nam, ngày 27 tháng 2 hàng năm là dịp để cả xã hội thể hiện sự kính trọng, sự biết ơn đến các y, bác sĩ, nhân viên và những người công tác trong ngành Y tế đã dành hết sức lực và tài trí để cống hiến cho sứ mệnh chăm sóc, bảo vệ và nâng cao sức khỏe nhân dân. Ý nghĩa ngày 27 tháng 2 cũng là ngày để các y, bác sĩ cùng những người làm trong ngành Y tế nhắc nhở bản thân nâng cao tinh thần trách nhiệm, tận tụy phục vụ, hết lòng thương yêu, chăm sóc người bệnh, xem nỗi đau của bệnh nhân như của chính mình như lời Chủ tịch Hồ Chí Minh đã dạy "lương y như từ mẫu" để xứng đáng với Tổ quốc. Thông thường, vào ngày 27 tháng 2 sẽ diễn ra các hoạt động ý nghĩa chào mừng ngày Thầy thuốc Việt Nam nhằm tôn vinh những đóng góp to lớn của đội ngũ y, bác sĩ và nhân viên y tế cho đất nước. Dưới đây là một số hoạt động tiêu biểu như Chương trình giao lưu nghệ thuật, Hiến máu tình nguyện, Hội thao toàn ngành Y tế, Lễ kỷ niệm ngày Thầy thuốc Việt Nam, Khen thưởng những lương y xuất sắc trong ngành y tế.